# Just Jerndorff (xylograf)
 Der er flere personer med dette navn, se Just Jerndorff (maler).
Just Carl Poul William Jerndorff (født 16. november 1841 i Oldenborg, død 28. november 1887 i Holte) var en dansk xylograf, bror til maleren August Jerndorff.
Just Jerndorff kom i lære hos tømrermester Julius Blom i 2 år som foruddannelse til at blive arkitekt og besøgte Kunstakademiet 1858-65, hvor han bl.a. gennemgik 1. og 2. bygningsklasse. Da sygdom gjorde ham uegnet til arkitektvirksomhed, forsøgte han sig 1865-72 som selvstændig fotograf i København og lærte sig derpå træskærerkunsten hos F. Hendriksen. Hans sygdom og tidlige død forhindrede nogen større udfoldelse, og han gik i slutningen af 1870'erne over til kunstdrejeriet, men han har dog skåret enkelte gode træsnit, bl.a. efter tegning af broderen August Jerndorff.
Han døde ugift og er begravet på Holmens Kirkegård.